# Platymiscium piliferum
Platymiscium piliferum är en ärtväxtart som beskrevs av Paul Hermann Wilhelm Taubert. Platymiscium piliferum ingår i släktet Platymiscium och familjen ärtväxter. Inga underarter finns listade i Catalogue of Life.